# Terence Rattigan
Sir Terence Mervyn Rattigan, CBE (10 de juny del 1911, Londres - 30 de novembre del 1977) fou un dramaturg britànic.
Anglès d'origen irlandès, estudià a Harrow i al Trinity College d'Oxford; les seves obres solen descriure ambients de classe mitjana anglesa. El [1936] va atènyer el seu primer èxit com a comediògraf a Londres amb El francès sense esforç, i a partir d'ençà estrenà habitualment comèdies i drames durant vint temporades seguides. Les seves peces es caracteritzen per posseir un culte i elegant diàleg i una impecable construcció. Destaquen El noi dels Winslow (1947), premi de l'associació de crítics de Nova York, La versió Browning (1949), ambdues portades al cinema per Anthony Asquith; Taules separades (1956), també adaptada al cinema el 1958, i Ross de Browning (1961). Rattigan també treballà com a guionista cinematogràfic (Taules separades, 1958; Goodbye, Mr. Chips, 1969; El Rolls Royce groc, 1964…). El seu teatre complet es publicà el 1954 i el 1971 fou creat cavaller. No es casà; era un homosexual sense relacions estables. Durant un temps fou el dramaturg millor pagat del món i un dels més populars. Va morir de càncer als seixanta-sis anys.

## Obres dramàtiques
- 1934 First Episode
- 1936 French Without Tears
- 1939 After the Dance
- 1940 Follow My Leader
- 1940 Grey Farm
- 1942 Flare Path
- 1943 While the Sun Shines
- 1944 Love in Idleness
- 1946 The Winslow Boy
- 1948 Harlequinade
- 1948 Playbill
- 1949 Adventure Story
- 1950 A Tale of Two Cities
- 1950 Who is Sylvia?
- 1952 The Deep Blue Sea
- 1953 The Sleeping Prince
- 1954 Separate Tables
- 1958 Variation on a Theme
- 1960 Ross
- 1960 Joie de Vivre
- 1963 Man and Boy
- 1970 A Bequest to the Nation
- 1973 In Praise of Love
- 1976 Duologue
- 1977 Cause Célèbre